# Pacifico Celso Carletti
Pacifico Celso Carletti OFMCap, Ordensname Pacifico da Seggiano (* 8. August 1859 in Seggiano; † 22. Oktober 1914 in Florenz) war der 59. Generalminister der Kapuziner und Bischof von Albenga.

## Leben
Der in Seggiano in der Toskana geborene Celso Carletti wurde am 20. Juli 1876 als Franziskanernovize eingekleidet und nahm den Ordensnamen Pacificus an. Nach der Priesterweihe war er Lektor (s. eloquentiae), Definitor und Provinzialminister der toskanischen Ordensprovinz.
Papst Pius X. ernannte ihn am 4. Oktober 1904 zum Apostolischen Prediger. Am 14. Februar 1905 wurde er anstelle des Paters Paulo a Pieve di Controne (d. i. Paolo Marco Tei) Generaldefinitor. 1908 wählte ihn das Generalkapitel zum Generalminister. Nach Ablauf seiner sechsjährigen Amtszeit ernannte ihn Papst Pius im August 1914 zum Bischof von Albenga. Die Bischofsweihe erhielt er am 13. September 1914 durch Kardinal Granito Pignatelli in Rom. Mitkonsekratoren waren die Kapuzinerbischöfe Paolo Marco Tei von Pesaro (Carlettis Vorgänger als apostolischer Prediger) und Paolino Giovanni Tribbioli von Imola. Jedoch starb er schon kurz nach der Weihe, am 22. Oktober 1914, im Kloster Montughi in Florenz, ohne seine Diözese je erreicht zu haben.
In Rom gründete Carletti 1908 das Collegio Internazionale San Lorenzo da Brindisi, nicht weit von der Generalkurie, in der Via Boncompagni (heute an der GRA) und ließ das Kloster Tusculum in Frascati als Erholungsort für die Studenten ausbauen. Dort gründete er auch das Museum Massaianum.